# 4692 SIMBAD
4692 SIMBAD este un asteroid din centura principală, descoperit pe 4 noiembrie 1983 de Brian Skiff.